# Silvia Schmitt
Silvia Schmitt, född 19 april 1962 i Kempten i Västtyskland, är en tysk före detta handbollsspelare. Hon var vänsterhänt och spelade mestadels som högernia.

## Klubblagskarriär
Inrikes spelade Schmitt från 1980 till 2005 med SpVgg Cannstatt, VfL Sindelfingen, VfL Neckargartach, TV Lützellinden, TSV Bayer 04 Leverkusen, Borussia Dortmund, Wernauer SF, SV Winnenden, HSG Bensheim / Auerbach och slutligen HSG Kleenheim. Säsongen 2004/2005, då Schmitt var 42 år gammal, spelade hon en säsong i andra bundesligan med HSG Kleenheim.1991 vann hon tyska cupen med VfL Neckargartach.

## Landslagskarriär
Silvia Schmitt spelade 15 juniorlandskamper för Västtyskland och vann brons vid junior-VM 1981 i Kanada. 1984 spelade hon i OS i Los Angeles där Västtyskland blev fyra i turneringen. Under 1980-talet spelade man B-VM med lag som inte nådde upp till värdselitens nivå. Schmitt spelade i B-VM 1985 och vann ett brons men vann fyra år senare guld i B-VM. Hon spelade världsmästerskapet i handboll för damer 1990 i Sydkorea där Västtyskland besegrades i bronsmatchen av Östtyskland. Hon spelade turneringen i handboll vid OS 1992 där Tyskland förlorade bronsmatchen mot OSS. Hennes främsta internationella merit blev ett brons vid världsmästerskapet i handboll för damer 1997 i Tyskland. I slutet av 1998, vid 36 års ålder, gjorde hon sin sista comeback för landslaget. Samma år blev hon framröstad till årets handbollsspelare i Tyskland. Silivia Schmitt spelade 245 landskamper för Tyskland och gjorde 751 mål. Efter EM 1999 i Nederländerna spelade hon sin avskedsmatch. Som tränare var hon medansvarig för det Tysklands damlandslag i handboll tillsammans med Dago Leukefeld en mycket kort tid. Efter att Tyskland bara nådde en  9:e plats vid EM 2000 avslutade de båda detta åtagande i mars 2001.

## Meriter i klubblag
- DHB-cupen 1991
- Semifinal i Cupvinnarcupen 1995

## Individuella utmärkelser
- Årets handbollsspelare i Tyskland 1998
- Bundesligas skyttedrottning säsongen 1993/1994  i klubben TV Lützellinden